# بحيرة ميسون
بحيرة ميسون، هي بحيرة طبيعية ممتده جنوب بيلفار، واشنطن، الولايات المتحدة الأمريكية في مقاطعة ماسون. سميت على اسم تشارلز إتش ماسون، السكرتير الأول لإقليم واشنطن،  تقع البحيرة على مضيق شبه جزيرة كيت ساب بين قناة هود وممر بيكر ينغ في مدخل كيس . تقع بحيرة بنسون الأصغر على جانبها الشرقي.
تبلغ مساحة بحيرة Mason حوالي 1000 فدان ويبلغ طولها أربعة أميال. أقصى عمق لها 90 قدمًا ومتوسط العمق 48 قدمًا. مع 10.9 أميال من الخط الساحلي، تقع البحيرة على ارتفاع 194 قدمًا فوق مستوى سطح البحر.
يعيش أكثر من ألف ساكن على مدار العام حول شواطئ بحيرة ماسون، ثاني أكبر بحيرة للمياه العذبة في مقاطعة ماسون، والثانية بعد بحيرة كوش مان الاصطناعية في شمال غربها.
كانت البحيرة في الأصل عبارة عن مجتمع لقضاء العطلات الصيفية، وقد اشتهرت دائمًا بقواربها القوية والزلاجات النفاثة والتزلج على الماء. يوفر منتزه المقاطعة إمكانية الوصول للنزهة والقوارب. السباحة مقصورة على المتنزهات والمساكن ذات الدخول الخاص. يكون إطلاق القارب ذو المسار الفردي على الجانب الأكثر انحدارًا وتميل الروافع إلى التشويش إذا كانت في حالة القفل أو الاسترجاع.
يقع مجتمع بحيرة ميسون في موقع مركزي بين قرابفيو وجزيرة هرستن من الشرق، ومنتزه ولاية توانوه من الغرب. معظم المنطقة المحيطة ببحيرة ميسون عبارة عن غابات تجارية في حالات الحصاد المختلفة.

## روابط خارجية
- لمحة عن بحيرة ميسون
- صفحة الموقع الرسمي للسياحة في مقاطعة ماسون
- نادي مجتمع Mason / Benson Lake